# Krasnocholmskoje (Kaliningrad)
Krasnocholmskoje (russisch Краснохолмское, deutsch Abschruten, Kreis Labiau, 1938 bis 1945 Ehlertfelde, litauisch Apšrūtai) ist ein Ort in der russischen Oblast Kaliningrad. Er gehört zur kommunalen Selbstverwaltungseinheit Stadtkreis Polessk im Rajon Polessk.

## Geographische Lage
Krasnocholmskoje liegt 26 Kilometer östlich der Stadt Polessk (Labiau) an der Kommunalstraße 27K-049 zwischen Salessje (Mehlauken/Liebenfelde) und Winogradnoje (Schaudienen/Kornhöfen). Die nächste Bahnstation ist Salessje an der Bahnstrecke Kaliningrad–Sowetsk (Königsberg–Tilsit).

## Geschichte
Das einst Abschruten genannte Dorf bestand vor 1945 lediglich aus ein paar kleinen Höfen. Im Jahre 1874 wurde die Landgemeinde Alt Abschruten in den neu errichteten Amtsbezirk Mehlauken (1938 bis 1945 „Amtsbezirk Liebenfelde (Ostpr.)“, der Ortsname heute russisch: Salessje) eingegliedert, der zum Kreis Labiau im Regierungsbezirk Königsberg der preußischen Provinz Ostpreußen gehörte.  Am 4. Mai 1896 erfolgte die Umbenennung der Landgemeinde Alt Abschruten in Landgemeinde „Abschruten“. Am 4. Dezember 1924 erfolgte die Umgliederung Abschrutens vom Amtsbezirk Mehlauken in den Amtsbezirk Piplin (1938 bis 1945 „Amtsbezirk Timberhafen“, der Ort existiert heute nicht mehr). Am 3. Juni 1938 wurde Abschruten in ideologischer Abwehr fremdländisch klingender Ortsnamen in „Ehlertfelde“ umbenannt.
In Kriegsfolge kam Ehlertfelde 1945 mit dem nördlichen Ostpreußen.  zur Sowjetunion. Im Jahr 1947 erhielt der Ort (als Abschruten) den russischen Namen Krasnocholmskoje und wurde gleichzeitig dem Dorfsowjet Salessowski selski Sowet im Rajon Bolschakowo zugeordnet. Seit 1965 gehört der Ort zum Rajon Polessk. Von 2008 bis 2016 gehörte Krasnocholmskoje zur Landgemeinde Salessowskoje selskoje posselenije und seither zum Stadtkreis Polessk.

### Einwohnerentwicklung
| Jahr | Einwohner |
| ---- | --------- |
| 1910 | 186       |
| 1933 | 163       |
| 1939 | 153       |
| 2002 | 33        |
| 2010 | 39        |

## Kirche
Kirchlich war die mehrheitlich evangelische Bevölkerung Abschrutens resp. Ehlertfeldes zur Kirche Mehlauken (1938 bis 1946: Liebenfelde, heute russisch: Salessje) hin orientiert. Sie gehörte zum Kirchenkreis Labiau in der Kirchenprovinz Ostpreußen der Kirche der Altpreußischen Union. Heute liegt Krasnocholmskoje im Einzugsbereich der neu entstandenen evangelisch-lutherischen Gemeinde in Bolschakowo (Groß Skaisgirren, 1938 bis 1946 Kreuzingen), einer Filialgemeinde in der Kirchenregion der Salzburger Kirche in Gussew (Gumbinnen) in der Propstei Kaliningrad der Evangelisch-lutherischen Kirche Europäisches Russland.